# Ikonboard
IkonBoard — это популярный интернет-форум или BBS, разработанный на языке Perl. IkonBoard предлагает множество функций для создания и управления сообществами, поддерживает интеграцию с MySQL, PostgreSQL, Oracle и flat file database в качестве систем хранения данных. Программа предназначена для создания форумов с возможностью высокой настройки, а также предлагает инструменты для модерации и управления контентом. Впервые выпущенная в сентябре 1999 года, она стала популярным выбором среди владельцев форумов благодаря своей гибкости и возможности кастомизации. На данный момент последняя версия, 3.1.5a, была выпущена в июле 2010 года. 
Активная поддержка проекта IkonBoard в настоящее время не ведётся, и его разработка была приостановлена после выпуска последней версии. Однако форумная платформа все еще используется в некоторых сообществах, хотя ее возможности значительно отстают от современных решений для создания форумов.

## История
Изначально разработкой Ikonboard занимался Мэтью Мечам (англ. Matthew Mecham). Первый выпуск состоялся в сентябре 1999 года (Ikonboard 0.9 бета). Разработка велась с использованием сайта ikondiscussion.com. В марте 2001 года из-за неполадок на сервере ikondiscussion.com все данные были потеряны, включая черновики для третьей версии. Разработку возобновили на сайте Ikonboard.com, а к апрелю 2001 года большинство данных было восстановлено.
Около мая 2001 года Ikonboard официально присоединился к Jarvis Network. На момент присоединения последней доступной версией была версия 2.1.8, а версия 3.0 проходила бета тестирование. Вскоре после выпуска 3.0 Мэтью Мечам прекратил развивать Ikonboard и перешёл работать в Invision Power Board. Полагают, что Мечам платил за доменное имя, на котором в течение этого времени JEG держал Ikonboard. Срок регистрации доменного имени истёк через год после ухода Мэтью. База DNS была изменена, и доменное имя «Ikonboard.com» стало указывать на сайт холдинга; сайт переадресовывал пользователей на страницу с описанием другого программного обеспечения; в это время было юридическое разбирательство о собственнике домена.
После ухода Джон Джарвис владелец JEG сделал общественный запрос команды, которая будет помогать и развивать Ikonboard. Один из тех, который появился в результате был Джошуа Джонсон (англ. Joshua Johnson), который после прихода был вовлечён больше с Ikonboard как часть Level 6 Studios. Первоначально было представлено несколько обновлений устраняющих ошибки ветки 3.0.x, созданной Мечамом. Позднее в команду разработчиков вошли Sly, Camil, Quasi. 12 июня 2002 года был выпущен Ikonboard версии 3.1, объявлялось о планах по созданию версии на языке PHP. В это время Джон Джарвис ушёл из JEG, и компания изменила своё название на Westlin.
Летом 2005 года выяснилось, что Джон Джарвис подавал в суд против Westlin, желая восстановить собственность Ikonboard. В течение сентября сервер сайта был недоступен, в результате чего много пользователей и участников покинули проект. 28 октября 2005 года собственность Ikonboard официально вернулась назад Джону Джарвису, однако только в декабре Ikonboard.com снова заработал. Новой компанией-учредителем стала Pitboss Entertainment, принадлежавшая Джону Джарвису, который назначил Джошуа Джонсона ответственным управляющим Ikonboard. Вскоре после этого команда Ikonboard приступила к работе над Ikonboard 3.1.3. Эта команда состояла из неоплаченных добровольцев, которые дополнительно обеспечивали поддержку, хотя некоторые решили находиться в прежней группе пользователя поддержки. 30 января 2006 года был выпущен Ikonboard версии 3.1.3; позднее вышли корректирующие версии 3.1.4 и 3.1.5. В это время было объявлено, что собственность Ikonboard перешла от «Pitboss» к «Level 6 Studios» (принадлежащий Джошуа Джонсону). Дополнительно команда Ikonboard начала развитие версии 3.2, хотя их работа публично никогда не выпускалась под именем Ikonboard. 10 сентября 2006 года развитие на этом выпуске было прекращено, поскольку команда Ikonboard перешла работать над IkonForums 1.0.0, их собственным независимым проектом.

## История версий

### Ikonboard 0.9
Ikonboard версии 0.9 бета был выпущен в сентябре 1999 года, разрабатывался Мэтью Мечамом на языке Perl. В этой версии все данные хранились в обычных текстовых файлах. По сравнению с современным веб-форумом (например, Invision Power Board) эта версия Ikonboard поддерживала только самые простые функции.

### Ikonboard 1.x
Ikonboard версий 1.x был основан на коде версии 0.9 бета. Код был лицензирован Мечамом. Данные хранились в текстовых файлах.

### Ikonboard 2.1.x
Ikonboard версий 2.1.x включал некоторые идеи и разработки версий 1.x, но был написан с нуля.
После выпуска версий 2.1.x Ikonboard стал популярным в сети, являлся свободной альтернативой UBB. Версии 2.1.x реализовывали многие функции, существующие в сегодняшних веб-форумах.

### Ikonboard 2.2
Мечам приступил к разработке версии 3.0. Изначально планировалось продолжить разработку ветки 2.x, но большую часть времени разработчики посвятили ветке 3.x. В результате версия 2.2 не была выпущена, и в декабре 2005 года файлы версии 2.2 были удалены с сайта производителя.

### Ikonboard 3.0
Ikonboard версии 3.0 был написан на языке Perl, являлся полностью переработанной версией 2.x. Мечам стал писать код в объектно-ориентированном стиле, избавился от хранения текстовых файлов в пользу абстракционного хранения. Появилась возможность хранения данных в базе данных, например, MySQL или Oracle.
После выпуска Ikonboard версии 3.0 Мечам прекратил работу над Ikonboard. Версии 3.0.x отличались небольшими исправлениями и усовершенствованиями, основывались на коде версии 3.0.0 от Мечама.

### Ikonboard 3.1
Как только новые разработчики получили код, началась работа над веткой 3.1.x и были произведены большие изменения. В течение долгого времени стабильной версией была версия 3.1.2a. Из новых возможностей можно отметить реализацию формы для 'быстрого ответа' в теме.
В 2003 году началась разработка версии 3.2, но работу прекратили по некоторым причинам и выпустили версию 3.1.3. Из новых возможностей примечательны реализация «Удобочитаемое изображение Humain» (HRI) для предотвращения массовых регистраций ботов и центра обновления в adminCP.
С целью устранения найденных ошибок через несколько недель была выпущена версия 3.1.4, а 2 июня 2006 года — версия 3.1.5.

### Ikonboard 3.2
В конце апреля 2003 года началась разработка версии 3.2, которая так и не была выпущена. Наработки были включены в версию 3.1.3. 10 февраля 2006 года группа разработчиков продолжила разработку версии 3.2. 10 сентября 2006 года разработчики уволились, а наработки забрали с собой с целью создания ikonForums.
После ухода разработчиков владелец Ikonboard сказал, что работу над версией 3.2 он возьмёт на себя. Выпуск, как полагают, является подобным предыдущему, с дополнительными функциями.

## Параллельные продукты

### Версия на PHP
В 2003 году с целью переписывания Ikonboard на языке PHP был запущен проект, получивший название «Мангуст» (англ. project mongoose). В результате было создано две версии: Ikonboard PHP и iBPLite, но ни одна из них не была готова к общественному выпуску (хотя версия Ikonboard PHP использовалась в оригинале myIkonboard). До 11 сентября 2006 года разработка версий на языке PHP не выполнялась, однако было объявлено, что работа должна возобновиться.